# せぷてんばぁ
『せぷてんばぁ』は、2001年9月10日に発売されたクレイジーケンバンド2枚目のシングル。2003年7月23日に再発された。

## 解説
「せぷてんばぁ」は横山剣が神崎まきに楽曲提供した「SEPTEMBER」（1995年発売シングル『わたしがイチバン!!』C/W）のセルフカバー。神崎作詞を横山作詞に差し替えている。
「かっこいいブーガルー」はゲストボーカルに渚ようこを迎えたデュエット曲。前作『肉体関係』からの再録で、カラオケ3バージョンを新収録。渚は「夜のエアポケット」スキャットも担当。

## 収録曲
特記以外作詞・作曲：横山剣
作曲：横山剣・小野瀬雅生（2）
1. せぷてんばぁ(4:00)
2. 夜のエアポケット(5:47)
3. かっこいいブーガルー(3:38)
4. せぷてんばぁ（カラオケ）(4:00)
5. 夜のエアポケット（カラオケ）(5:47)
6. かっこいいブーガルー（男のカラオケ）(3:38)
7. かっこいいブーガルー（女のカラオケ）(3:38)
8. かっこいいブーガルー（男と女のカラオケ）(3:38)

## 収録アルバム
- ベスト『CKBB - OLDIES BUT GOODIES』（2004年3月3日）
- ベスト『クレイジーケンバンド・ベスト 鶴』（2010年2月24日）
- ベスト『Single Collection / P-VINE YEARS』（2011年2月23日）
- ベスト『middle&mellow of CRAZY KEN BAND 2』（2013年8月21日）
- ベスト『CRAZY KEN BAND ALL TIME BEST 愛の世界』（2017年8月2日）

## カヴァー
せぷてんばぁ
- 二階堂和美（アルバム『ニカセトラ』、2008年）
- 人見麻妃子（アルバム『銀座物語』、2009年）
- 堺正章とクレイジーケンバンド（シングル『そんなこと言わないで』、2011年）
- 四条貴音（原由実）（アルバム『THE IDOLM@STER MASTER ARTIST 3 06 四条貴音』、2015年）